# Ephialtes sodomiticus
Ephialtes sodomiticus là một loài tò vò trong họ Ichneumonidae.